# DTGM: La Secuela
DTGM: La Secuela es un segmento del programa que fue transmitido durante la progresión de Drama Total Gira Mundial, esta es la siguiente secuela después de la última de LDA: La Secuela, El conjunto en el que este espectáculo tiene lugar a aparecer al final de la secuencia de apertura, este segmento se tratara de lo mismo de la última secuela de entrevistar a los concursantes eliminados que visitan el set, acompañándolos los perdedores de Luz, drama, acción. Geoff, Blaineley y Bridgette (quien se une más tarde después de ser eliminada) son los coanfitriones del programa.

## Argumento
Los coanfitriones entrevistan al concursante eliminado sobre sus experiencias en el programa y cómo se sienten acerca de su posición actual. Los concursantes que no compiten también aparecen en la serie en la galería de maní, donde se comentan en el programa también. Con cada episodio, los concursantes eliminados que fueron entrevistados en el último programa que se unen a la galería y se consideran los comentaristas más que invitados especiales.

## Coanfitriones
- Bridgette (se une en la segundo episodio de la secuela)
- Blaineley
- Geoff

## Comentaristas; Perdedores de LDA
- Beth
- Eva
- Geoff (coanfitrión del programa)
- Justin
- Katie
- Sadie
- Trent

## Segmentos
- Entrevistas: Geoff, Bridgette y Blaineley entrevistan de dos o tres compañeros de reparto que se han eliminado recientemente de la serie. Los concursantes no calificados también hablar con ellos si es necesario.
- Eso Dejara una Marca: Un montaje de imágenes inéditas o visto desde varios episodios que muestran concursantes lastimados o heridos.
- Verdad o ...: Los concursantes de reparto entrevistados se les hicieron preguntas a riesgo de ser gravemente heridos si mienten. Este solo hubo uno y es verdad o martillo.
- Video Nunca Antes Visto: Geoff, Bridgette y Blaineley mostrará imágenes inéditas de varios episodios, por lo general para exponer a un compañero de reparto de las cosas que están negando.
- Cámaras Web: Un fan de Drama Total llama al programa en video chat y le pregunta a uno de los concursantes del reparto que se entrevistaron haciéndoles una pregunta.
- Canciones: En cada segmento de la secuela siempre un de los concursantes eliminados, o algunas veces los coanfitriones cantan una o dos canciones en el programa para darle más entusiasmo.

## Cámaras Web de Fanáticos
- Willy: Es un chico de Wiarton, Ontario, al parecer fan "más grande" de Bridgette, va a la cámara web, a petición de Bridgette. Willy, se asemeja a Harvey de una secuela anterior, Bridgette dice que él no quiere ser demasiado obvio y pedir Bridgette sobre el calzado o para coger olas. Willy continuación que hay algo que realmente quiere saber acerca de Bridgette, saca un palo, y le pregunta si ella podría besarla y eso altera Bridgette.
- Vladimir: Es un chico de Siberia, Rusia que dice ser el mayor fan de Blaineley, y se enfada cuando descubre a Bridgette está en Siberia para hacer la entrevista en lugar de ella, lo que le hace tirar cosas a Bridgette. Le pide a los Hermanos del Drama a cantar una canción tradicional rusa sobre Blaineley, que cumple con Geoff, cantando la canción Su Nombre no es Blaineley.
- Bruno el Oso: Es un oso negro de Siberia, Rusia que estaba siguiendo a Bridgette desde que llegó y estaba a punto de atacarla como se vio en el video desde el set pero se interrumpió, pero luego resultó estar herido, Bridgette le curaba su pata y llamó al oso Bruno.

## Canciones
- Nena: Interpretado por Harold.
- Arrepentida: Interpretada por Bridgette.
- Salvanos: Interpretado por Geoff y Bridgette.
- Chicas: Interpretada por Leshawna.
- Su Nombre no es Blaineley: Interpretado por Geoff.
- A Quién le van Ustedes?: Interpretado por Geoff, Bridgette, Courtney y Harold.
- Esta vez Ganaré: Interpretada por Courtney, Harold, Blaineley y Owen.

## Episodios
(Los nombres en español son literales y no originales)
| Total | Título                                                                                             | Estreno Canadá          | Estreno Estados Unidos            | Estreno Hispanoamérica |
| --- | -------------------------------------------------------------------------------------------------- | ----------------------- | --------------------------------- | ---------------------- |
| 6 (1.ª Secuela) | «La Secuela I: Bridgette Sobre Aguas Turbulentas» «The Aftermath I: Bridgette Over Troubled Water» | 7 de octubre del 2010   | 22 de julio de 2010 En línea      | 13 de marzo del 2011   |
| Los anfitriones, Geoff y Blaineley comienzan a hablar con los concursantes que no compiten en esta temporada y a ellos no les importa no poder participar. Blaineley está molesta, como ella había esperado que se llenen de celos y de ira. En cambio, nadie parece importarle que no participen en la temporada y están disfrutando de su tiempo lejos de Chris. Entonces, Geoff y Blaineley revela que los concursantes Dunacan y Ezekiel han desaparecido después de ser eliminados. Chris está tratando de buscar a Duncan, en tanto que Ezekiel está acechando en el avión. Blaineley luego entra en los otros concursantes que fueron eliminados, y los intentos de introducir Bridgette. Geoff, molesto con Bridgette sobre sus relaciones con Alejandro saca Harold en su lugar cantando mientras tanto, las chicas y Blaineley gritan sobre Los Hermanos Drama. Blaineley luego exige que Bridgette venga. Bridgette se encerró en el cuarto verde, solo para ser engatusada por Beth. Bridgette se muestra a estar nerviosa acerca de ser entrevistada, sobre todo después de engañar a Geoff. Beth la convence de salir y Bridgette entonces canta una canción para Geoff pero no acepta, plenamente su disculpa. Blaineley a continuación muestra los clips de ella con Alejandro. Geoff se frustra aún más, como Bridgette contesta a una pregunta espectadora. Geoff y Bridgette inicia una pelea y luego empiezan a luchar en un ring de boxeo, con gran placer de Blaineley.De repente durante la lucha Geoff y Bridgette empiezan a disculparse y Blaineley está muy frustrado y se cierra el programa con Eva diciendo unas palabras. Canción: Nena / Arrepentida Localización: Ontario, Canadá Invitados: Harold y Bridgette | |                         |                                   |                        |
| 12 (2.ª Secuela) | «La Secuela II: La Venganza del Teletón» «The Aftermath II: Revenge of the Telethon»               | 9 de diciembre del 2010 | 26 de agosto de 2010 En línea     | 24 de abril del 2011   |
| Con el avión sin combustible en el último episodio, TDWT la secuela se convierte en un teletón para recaudar dinero para el avión de reabastecer combustible, serían $500.000 para combustible. A pesar de la canción de Bridgette y Geoff, no recaudaron fondos. Ofrecieron los Yum-Yum bocadillos de pescado por $ 25, una camiseta con la cara de Chris por $ 50, y uno de los lápices labiales de brillo de Lindsay por $ 100. A pesar de eso, solo $ 203 se planteó, la mayoría era de la mamá de Harold si limpia el garaje. Mostraron los fugitivos, llegan a $ 10,000. Ezekiel fue visto en la bodega del avión y había dos avistamientos de Duncan y van a presentar a DJ y muestran clips de animales que Dj daño y todos los animales están en el escenario en jaulas. Blaineley, libera a los animales. DJ se escapa, pero los animales empiezan a atacar. Después de eso el estudio está en ruinas, sin embargo más de $ 300,000 se elevó, debido al estudio, la nueva meta es de $ 1.000.000. LeShawna fue llevada y le pidieron que cante sobre la traición de Alejandro. Ella le pide que baile, pero Bridgette, Geoff y Blaineley insisten en que ella cante. LeShawna luego canta, pero no baila, con Harold y el baile Bridgette, una llamada le ofrece dinero si LeShawna deja de bailar, pero Bridgette le dice a LeShawna que siga bailando y alcanzaron más dinero y sobre Alejandro, Blaineley muestra varios clips de él. Bridgette se pone una bolsa en la cabeza, esto inspira muchas llamadas, Geoff y Bridgette se dan un beso y esto plantea más dinero, elevando a un total de $ 720.000. Luego Izzy se lleva a cabo, a pesar de que solo responderá a la denominación "Cerebrila" debido a su inteligencia. Izzy es atado a una rueda de preguntas, y se le harán varias preguntas y si tiene una pregunta equivocada, caerá en una piscina de tiburones, Izzy las responde todas y la rueda se rompe y gira fuera del escenario, donde Izzy sufre otro golpe y vuelve a ser la misma y ella tiene que desactivar una bomba con los ojos vendados, golpea la bomba con un martillo que hizo explotar todo el escenario. Al final han recaudado $ 1,000,000.01 salvando al espectáculo y se despiden para otro episodio. Canción: Salvanos / Chicas Localización: Toronto, Canadá Invitados: Lindsay, Leshawna, Dj e Izzy                                                    | |                         |                                   |                        |
| 18 (3.ª Secuela) | «La Secuela III: Después del Caos» «The Aftermath III: Aftermayhem»                                | 27 de enero del 2010    | 28 de septiembre de 2010 En línea | 5 de junio del 2011    |
| El episodio comienza con Geoff preguntándose dónde está Bridgette, Blaineley dice que la envío a en algún lugar, ven la pantalla y algunos pasantes en una tormenta de nieve. Blaineley explicó que ha Bridgette la capturó y la envió a Siberia, Geoff promete vengarse y abandona el escenario, Blaineley luego lleva a cabo a los invitados: Owen, Gwen y Duncan. Bridgette se muestra de nuevo y Geoff entonces canta algo para Blaineley y en la canción revela que su nombre verdadero es Mildred, luego Blaineley anuncia que los demás tendrán otra oportunidad de regresar al programa, cada uno se le da una lata de maníes, 5 de las latas contiene una cabeza de Chris y Lindsay, Beth, Noah, Tyler y LeShawna lo consiguen, va a un juego de mesa gigante. Los concursantes deben tirar del dado gigante y completar retos, Geoff muestra clips de Blaineley y ella diciendo que eso no es real, empieza el juego y Lindsay tira del dado y va al cuadro de Owen, su reto es comer dos pimientos con leche y no arrojar chorros por la nariz mientras ve clips divertidos, los videos son de Tyler y Lindsay no se ríe. Es el turno de Tyler pero cuando se aterriza en la plaza de Suecia activando la trampa y cayendo, Noah llega y su reto es esquivar rayos láser y si sale los alienígenas lo atacaran, pero pierde, llega el turno de LeShawna y debe luchar con un canguro pero es eliminada y Harold trata de combatirlo pero falla. Beth sigue y su reto es decir un haiku de un atributo positivo de Heather. Ella tiene éxito y se mueve a la siguiente ronda, el segundo reto de Lindsay es equilibrar las albóndigas suecas del Chef en la nariz durante tres segundos y lo hace. Beth luego tira a la última casilla y su reto es capturar a un pasante vestido como Jack el Destripador y llevarlo a uno de los guardias británicos. Bridgette se muestra de nuevo pero curando al oso y ella dice que no dejara a "Bruno" hasta que se cure, Beth captura al pasante y se hizo la pregunta, "¿Cuál es el nombre de la banda de Duncan?" Blaineley no aguanta y dice la respuesta y quien responde a la pregunta gana, Blaineley va al programa y la llevan tres pasantes y Geoff se despide. Canción: Su nombre no es Blaineley Localización: Toronto, Canadá Invitados: Owen, Duncan y Gwen Ganadora: Blaineley Recompensa: Regresar al programa de Drama Total Gira Mundial | |                         |                                   |                        |
| 24 (4.ª Secuela) | «La Secuela IV: Estilo Hawaiino» «The Aftermath IV: Hawaiian Style»                                | 20 de marzo del 2011    | 4 de noviembre de 2010 En línea   | 17 de julio del 2011   |
| Geoff y los ex-concursantes están en Hawái y llevan a cabo rápidamente a Noah, Courtney, Tyler y Ezekiel, luego a Blaineley, que está vendada todo el cuerpo en un carrito, Geoff les dice que cayó brutalmente en una cabaña masaii, Bridgette está de vuelta surfuendo junto con su oso Bruno, Geoff cuando se acerca a Bridgette pero Bruno lo ataca. Bridgette y Geoff hablan de los tres últimos competidores cantando. Después los ex-concursantes se dividen en equipos; Lindsay, Tyler, Courtney, Ezekiel, Katie y Sadie forman parte del Equipo Alejandro; Duncan le da a Blaineley un banderín del Equipo Heather, los demás se unen al Equipo Cody. Se dirigen a una cascada y lleva a un desafío de recompensa. Bridgette ve que Alejandro cuenta con 6 defensores y Heather 1 y mand que Justin, Eva, Noah, LeShawna y Owen forman parte del Equipo Heather. Courtney es voluntaria de Alejandro; Harold voluntario de Cody y Blaineley voluntaria de Heather, él desafío consiste en que deben llegar a la cima de la colina, agarrar un lei y surfear de vuelta a la montaña más allá de un volcán en erupción, Owen ayuda a Blaineley en el desafío. Cada competidor elige un animal; Blaineley a un perro doberman, Harold a un venado y Courtney a un jaguar, la parte final es poner el lei en el cuello del animal, empieza la carrera, Harold llega a la cima primero seguido de Courtney, Owen llega al último con Blaineley, era hora de una canción y Courtney va a las olas primero, luego Harold y Owen usando a Blaineley como tabla, Harold vuela primero y le cae de un poco de lava en su traje de baño, deja caer el collar y el ciervo se lo come. Owen lanza a Blaineley pero se pasa y cae al agua y Bruno va por ella, Courtney logra poner el collar al jaguar. Bruno se encuentra en el agua y se lleva a Blaineley. Courtney luego exige saber su premio y el premio es una carretilla que usara Alejandro en la final, Harold en segundo lugar, un cochecito para Cody si llega a la final, Heather no recibe nada, además, parece que Bruno está más entretenido con Blaineley de que la protección de Bridgette y se despiden. Canción: A quien le van ustedes / Esta vez ganaré Localización: Hawái, Estados Unidos Invitados: Noah, Tyler, Courtney y Blaineley Ganadora: Courtney (Equipo Alejandro) Recompensa: Una carretilla para Alejandro en la final.     | |                         |                                   |                        |

- Datos: Q16555014